# جمعية الحجتية
جمعية الحجّتيّة (بالفارسيّة: انجمن حجّتیه)، هي منظمة دينية شيعية إيرانية تقليدية. تأسست على يد رجل الدين محمود الحلبي المقيم في مشهد في الخمسينيات من القرن العشرين لمواجهة رواد الدين البهائي، "الذين زعموا أن الإمام الثاني عشر الذي طال انتظاره للإسلام الشيعي قد عاد"، وأن الإسلام الشيعي قد حل محله الآن الدين البهائي. إلى جانب تدريب "كوادر للدفاع العلمي عن الإسلام الشيعي ضد البهائيين، تعمل المجموعة على تعزيز العقيدة الدينية من خلال التبشير، وتعمل على تسريع عودة المهدي المخلص/المسيح المتنبأ به في الإسلام). تعود جذورها الاجتماعية والاقتصادية إلى البازار والطبقة المتوسطة التقليدية في إيران، وقد تم وصفها بأنها "شبه سرية".
في حين أن جمعية الحجتية لم تكن الوحيدة بين المسلمين المتدينين في إيران التي عارضت بشدة الدين البهائي (الذي تضمن اضطهاده عشرات القتلى وتدمير وتدنيس الممتلكات الجماعية والخاصة للبهائيين)، يزعم محمود صدري، أحد أعضاء جمعية الحجتية، أن الجمعية ملتزمة بالقضاء على الدين البهائي بطريقة غير عنيفة. وبحسب قوله، فإن زعيمها الحلبي حذر أتباعه مراراً وتكراراً من اضطهاد البهائيين، قائلاً: "هذه ليست الطريقة، هذه ليست طريقتنا". ومن ناحية أخرى، فإن التصوير الأكثر دقة لأنشطة الحجتية من قبل أعضائها وكذلك من قبل البهائيين الذين تعرضوا لاعتداءات جسدية من قبل المجموعة يظهر الطبيعة العنيفة للحجتية.
لعبت جمعية الحجتية دوراً هاماً في ترهيب البهائيين واضطهادهم. وبعد أن تسللوا إلى المجتمع البهائي، لعبوا دوراً فعالاً في اختطاف واعتقال وإعدام زعماء البهائيين بشكل جماعي، فضلاً عن محاولتهم شل الحياة اليومية للبهائيين في إيران. بعد أن هدد روح الله الخميني جمعية الحجتية واتهمها بالخيانة والرجعية، قامت الجمعية بحل نفسها. ولم يؤد الحل الطوعي للحجتية إلى تقليص نشاطها ونفوذها في المؤسسات الحكومية للجمهورية الإسلامية، بل على العكس من ذلك، توسع نفوذها في قمع البهائيين في إيران بعد الثورة الإيرانية.
منذ حلها، كان أعضاء جمعية الحجتية نشطين في السلطة القضائية الإيرانية، والنظام الأمني، وفي المكاتب المسؤولة عن توظيف المؤسسات الحكومية الإيرانية. هناك العديد من الشخصيات السياسية التي كان لها تاريخ من العضوية في الجمعية، أو تعاطفت مع معاداتها للبهائية، وبعد ثورة 1979 تولت السلطة في الجمهورية الإسلامية؛ علي خامنئي، علي أكبر ولايتي، محمد علي رجائي، كمال خرازي، حداد عادل، علي أكبر برويش، وجواد ظريف هم بعض الأمثلة. كان مهدي أبريشمتشي عضوًا سابقًا في الجمعية قبل انضمامه إلى منظمة مجاهدي خلق.
وعلى الرغم من مشاركة المجتمع في العديد من القيم الدينية الشيعية المحافظة مثل الجمهورية الإسلامية الإيرانية ومؤسسها آية الله روح الله الخميني، إلا أنه اصطدم مع الخميني وأنصاره بشأن العديد من القضايا. وتشمل هذه الأمور معارضة الحجتية لعقيدة الخميني في ولاية الفقيه، وسياسات الحكومة اليسارية الشعبوية (أحيانًا)، وتدخل رجال الدين في السياسة بشكل عام (حتى ظهور المهدي )؛ ومعارضة النظام للأعضاء السريين (المزعومين) في الحجتية الذين (يُزعم) تسللوا إلى الحكومة الإيرانية. أوقف حلبي رسميًا عمل الجمعية وجميع أنشطتها في عام 1983، بعد ما اعتبر على نطاق واسع هجومًا لفظيًا على الجمعية من قبل الخميني، على الرغم من أن البعض يعتقد أن الحجتية (أو على الأقل "خط الحجتية") "لا تزال على قيد الحياة" و"بدأت عودة صامتة" في التسعينيات.

## اسم
اسم المنظمة "حجتية" مشتق من كلمة "حجة" والتي غالباً ما تُترجم إلى الإنجليزية بكلمة "برهان". أحد ألقاب المهدي في الإسلام الشيعي هو حجة الله. منظمة سابقة، أنجومان إمام زمان (تسمى أنجومان زيد البهائي بشكل خاص)، أسسها الحلبي. بعد الثورة الإيرانية، تم تغيير اسمها إلى أنجومان حجة مهدفية (تسمى حجتية للاختصار).

## تاريخ
تأسست المنظمة في عام 1953 في طهران على يد أحد رجال الدين الشيعة، الشيخ محمود الحلبي، بإذن من آية الله السيد حسين البروجردي. كانت الفكرة الأساسية التي قامت عليها المنظمة هي أن التهديد الأكثر إلحاحًا للإسلام هو الدين البهائي، الذي اعتبروه بدعة كان القضاء عليها أمرًا ضروريًا. كان الحلبي يعتقد أن "كل ما حدث من خطأ على المستوى السياسي وفي المجتمع على نطاق واسع كان بسبب تأثير البهائيين، وبالتالي كان عليه أن يواجهه". كان الحلبي وأتباعه يؤيدون رئيس الوزراء محمد مصدق، ولكن بعد الإطاحة بمصدق على يد أنصار الشاه ( محمد رضا بهلوي )، سُمح لأنشطتهم بالاستمرار "في مقابل" دعمهم لحكم الشاه.

### في عهد الشاه
في الفترة من مارس إلى يونيو 1955، خلال شهر رمضان من ذلك العام، تم تنفيذ برنامج منهجي واسع النطاق ضد البهائيين بالتعاون مع الحكومة ورجال الدين. خلال هذه الفترة دمروا المركز البهائي الوطني في طهران، وصادروا الممتلكات وجعلوا من غير القانوني لفترة من الزمن أن تكون بهائيًا (يعاقب عليها بالسجن من 2 إلى 10 سنوات). مؤسس السافاك، تيمور بختيار، قام بنفسه بهدم مبنى بهائي في ذلك الوقت.
يُقال إن حلبي عمل مع جهاز الأمن السافاك في عهد الشاه محمد رضا بهلوي، عارضًا تعاونه الكامل في محاربة "قوى وثنية أخرى، بما في ذلك الشيوعيون". وبذلك، مُنح حرية تجنيد الأعضاء وجمع التبرعات. بحلول أوائل سبعينيات القرن العشرين، كانت جمعية الحجتية نشطة ليس فقط في جميع أنحاء إيران ولكن أيضًا في البلدان المجاورة؛ وبحلول عام 1977 قيل إن الجمعية تضم 12000 عضوًا.

### خلال الجمهورية الإسلامية
وفقًا لطاهري، يرى حلبي أن نظام الشاه سمح للبهائيين بقدر كبير من الحرية، ومع اكتساب حركة الخميني للإطاحة بالشاه زخمًا، قدم دعمه لهم. ومع ذلك، تنص الموسوعة الإيرانية على أن الثورة الإسلامية "فاجأت الحجة"، وأن "رد الفعل الأولي للقيادة" تجاه الثورة كان "رد فعل متشككًا". وبحسب محمد سهيمي الذي كتب لشبكة بي بي إس الأمريكية، فإنه بعد سقوط الشاه البهلوي في يد أنصار الخميني في فبراير/شباط 1979، حاول حلبي "جعل جمعيته بارزة، معتمداً على اعتمادها الديني". وكان هذا على الرغم من اختلافاته العقائدية مع الخميني بشأن مشاركة الشيعة في السياسة والحاجة إلى تعجيل ظهور المهدي، وتعاون الحلبي مع النظام القديم الذي كان أنصار الخميني يكرهونه بشدة، والمعارضة الشديدة من جانب المجموعة لـ"اليساريين والشيوعيين"، الذين لعبوا دوراً في الإطاحة بالشاه. ومع ذلك، تم تعيين العديد من أعضاء الحجة في مناصب إدارية بسبب مؤهلاتهم الدينية "النقية". وبدأ أنصار الخميني ينتقدون الجمعية علناً بسبب طبيعتها غير السياسية و"تحيزها المحافظ" في تفسير الإسلام. وقد سمح الخميني بهذا النقد، وفي 12 يوليو 1983 ذهب إلى أبعد من ذلك، حيث أعلن،
إن الذين يعتقدون أن علينا أن نسمح للذنوب أن تكثر حتى ظهور الإمام الثاني عشر عليهم أن يغيروا موقفهم ويعيدوا النظر فيه... الإمام يعود ليزيل المعصية ولكن هل نذنب حتى يعود؟ دع عنك مثل هذا التفكير الخاطئ. إذا كنت مسلماً ومؤمناً ببلدك، تخلص من هذه النزعة الفئوية وانضم إلى الموجة التي تحمل الأمة إلى الأمام؛ وإلا فإنها سوف تحطمك.
وقد اعتبر هذا على نطاق واسع بمثابة هجوم "مبطن" على نهج الحجة في تعجيل ظهور المهدي (انظر "العقيدة" أدناه). كما وجه الخميني ما اعتبره الكثيرون اتهاماً بالانتهازية ضد الحجتية:
لقد أصبح الذين حرموا النضال [ضد الشاه] وحاولوا كسر الدعوة ضد الشاه لعدم احتفاله بالخامس عشر من شعبان [ذكرى ميلاد الإمام المهدي] أكثر ثورية من الثوار.
ورد الحلبي بالإعلان عن تعليق عمل الحجتية (ولكن ليس حلها) في اليوم نفسه، لكنه لم يعترف بأن "المجموعة كانت هدفاً لغضب آية الله". وقد تبع هذا الإعلان "حملة واسعة النطاق لتطهير الهيئات التعليمية والأكاديمية ومراكز صنع القرار في جميع أنحاء إيران من أتباع الحجة". ومنذ ذلك الحين، اتهم كل من المحافظين والإصلاحيين الإيرانيين "منافسيهم بالتوجهات الحجتية". ومع ذلك، بعد وفاة الخميني، ورد أن المجموعة تمكنت من "هندسة العودة إلى النعمة" بمساعدة آية الله محمد تقي مصباح يزدي. بالإضافة إلى ذلك، وبسبب غموض هجوم الخميني، على الأقل اعتبارًا من عام 2010، "لا يزال الأمر محل جدل حول ما إذا كان الخميني قد أمر الحجتية حقًا بوقف أنشطتها"، حيث قال أحد أتباع الحجية: "لا توجد وثيقة تشير إلى مواجهة بين آية الله الخميني" والحجتية.
في يوليو 2006، ذكرت صحيفة " كيهان " الصادرة في طهران أن العديد من أعضاء جمعية الحجتية قد تم اعتقالهم، في حين حذر عدد من المصادر الإصلاحية من إحياء جمعية الحجتية تحت إدارة محمود أحمدي نجاد من عام 2005 إلى عام 2013.
وفقًا لرونين أ. كوهين، أدى الانقسام داخل الحجتية إلى إنشاء "حركة المهدوية" التي "قضى عليها النظام الإيراني" وألقي عليها اللوم في عمليات الاغتيال الفاشلة التي استهدفت علي رازيني والرئيس أكبر هاشمي رفسنجاني ومحمد خاتمي وآية الله يزدي.

## العقيدة
وباعتبارها منظمة شيعية تقليدية، فإن الحجية لا تعارض البهائية فحسب، بل تعارض أيضًا السنة ومفهوم روح الله الخميني غير التقليدي لولاية الفقيه، والذي اعتبره العديد من رجال الدين الشيعة هرطقة. وقد تم أيضًا تسمية المنظمة بـ "شبه سرية".
كان شعار الحجتية "أي راية ترفع قبل ظهور المهدي فإن حاملها طاغوت ويعبد غير الله". ووفقًا لمايكل إم جيه فيشر فإن اسم الحجتية "له وظيفة مزدوجة". وكما أنكر الحلبي (والحجتية) ادعاء البهائيين بأن الباب (سلف البهائية) هو إمام الزمان /المهدي، فقد أنكر الحلبي أيضًا على الخميني لقب نائب الإمام. "أشار الحلبي نفسه (وفقًا لفيشر) إلى أنه كان على اتصال يومي" مع "إمام الزمان ".

### موقف لاعنفي
هناك خلاف حول ما إذا كانت الحجة غير عنيفة، أو غير عنيفة ولكنها لا تزال خطيرة.

وبحسب الباحث القانوني نوح فيلدمان، فإن فكرة أن المؤيدين "يريدون إعادة الإمام بالعنف، بدلاً من... الانتظار بتقوى والاستعداد لعودة الإمام في نهاية المطاف وفق جدوله الزمني الخاص"، هي تفسير خاطئ شائع لموقف الجمعية من قبل أولئك "خارج إيران". في الواقع، كان سوء معاملة حكومة الخميني وأنصاره لجمعية الحجة يعود جزئيًا إلى "رأي الجماعة المتردد في استحالة تعجيل ظهور المهدي". يكتب رونين أ. كوهين أن الأنشطة العنيفة ضد البهائيين من قبل بعض أعضاء المنظمة كانت انتهاكًا لعقيدة الجمعية. وفقًا لمقابلة مع أحد قادة الحجة في الموسوعة الإيرانية، فإن المنظمة لا تتبع الاضطهاد الذي ترعاه الدولة للبهائيين في إيران، وتظل مسالمة تمامًا وتعارض العنف والاضطهاد تمامًا:
وبما أن قادة الحجة كانوا ملتزمين باستراتيجية غير عنيفة ومقنعة في التعامل مع البهائيين [ك‍]، لم تشارك الجمعية في اضطهاد البهائيين في إيران ما بعد الثورة. على الرغم من كل العداء الذي يكنه الحلبي للبهائيين، إلا أنه كان مسالماً ومنضبطاً. لقد أصيب بالذهول بسبب العنف وحذر أتباعه مرارًا وتكرارًا: "هذه ليست الطريقة، هذه ليست طريقتنا"
ومن ناحية أخرى، وفقاً ليزداني، حاول بعض العلماء المتعاطفين والأعضاء السابقين مثل صدري تصوير الحجتية كجمعية غير عنيفة إلى حد كبير. وقد تم تسجيل تصوير أكثر دقة لأنشطة الجماعة وطبيعتها العنيفة في بعض الأحيان من قبل آخرين من بين أعضائها وكذلك من قبل البهائيين الذين تعرضوا لاعتداءات جسدية من قبل المجموعة. إن ما ذكره المسلم الإصلاحي عبد الكريم سروش عن سبب تركه للجمعية في شبابه يشهد على أن أنشطتها كانت تتضمن بعض العنف الجسدي مما دفع الشاب سروش إلى الانفصال عنها.
لعبت جمعية الحجتية دوراً كبيراً في ترهيب البهائيين واضطهادهم. وبعد أن تسللوا إلى المجتمع البهائي، لعبوا دوراً فعالاً في اختطاف واعتقال وإعدام زعماء البهائيين بشكل جماعي، فضلاً عن محاولتهم شل الحياة اليومية للبهائيين في إيران.

### الخميني "إمامًا"
وفقًا للباحث ولي نصر، فإن الحجة كانوا "غير مرتاحين لتلميح الخميني بأنه كان أو يمثل الإمام الثاني عشر"، وربما أدى هذا إلى حلهم.

### التشجيع على ظهور المهدي
ومع ذلك، وفقًا لمصادر أخرى، في حين أن المنظمة قد تعارض العنف والنشاط السياسي من قبل أعضائها، فإنها تعتقد أن الفوضى والمعاناة (والخطيئة والعنف) ضرورية لتسريع ظهور المهدي. كان هذا المفهوم هو الأساس لتصريح الخميني بأن "أولئك الذين يعتقدون أنه ينبغي لنا أن نسمح للذنوب أن تتزايد حتى ظهور الإمام الثاني عشر يجب عليهم أن يغيروا ويعيدوا النظر في موقفهم". في مقال في مجلة الشؤون الخارجية، زعم جيري جو أن جمعية الحجتية هي "طائفة مسيحية سرية... تأمل في تسريع مجيء يوم القيامة" من أجل تسريع عودة المهدي، المخلص المستقبلي المتنبأ به للإسلام.
ويتحدث مصدر آخر (إسرائيلي معاد) (هرتسيليا) أيضاً عن اعتقاد المجموعة بأن "الحكومة الإسلامية الحقيقية يجب أن تنتظر عودة الإمام الغائب" المعروف أيضاً باسم المهدي، والتي ترغب في "تسريعها". على الرغم من أن المجموعة "هادئة" من حيث أن "جوهر" عقيدتها هو أن المسلمين يجب أن يتجنبوا النشاط السياسي (بما في ذلك "الحكومة الإسلامية" للخميني) حتى ظهور الإمام الغائب، فإن العقيدة الشيعية ترى أنه نظرًا لأن الإمام مليء بالرحمة للمؤمنين المسلمين ولأن ظهوره سيؤدي إلى إقامة النظام والعدالة المثالية على الأرض، فمن غير المرجح أن يظهر عندما تكون الظروف الأرضية جيدة ومن المرجح أن يظهر عندما تكون الظروف فوضوية وغير محتملة و"سيشعر بأنه ملزم" بالتدخل "وإنقاذ المؤمنين". وفقًا لمحمد سهيمي، الكاتب في PBS، "يعتقد أعضاء الجمعية أن العودة ستحدث فقط عندما يكون العالم الإسلامي في حالة من الفوضى وتسود الخطيئة. " هذا "العنصر من عقيدة الحجة"، وفقًا لشموئيل بار، "هو ما يعني الاستعداد لتحمل المخاطر التي قد تكون غير معقولة لولا ذلك" إذا لم يحاولوا تشجيع المهدي على الظهور مرة أخرى؛ (على النقيض من ذلك، يزعم الخميني وأنصاره أنهم خلقوا مجتمعًا إسلاميًا عادلًا، وهذا، وليس الظلم، هو الذي سيشجع المهدي على الظهور.)

## الاتهامات

### تحرش
وبحسب مايكل إم جيه فيشر، أحد الزعماء المحليين لمجموعة الحلبي في يزد ـ سيد رضا باكنجاد ـ فقد تفاخر بأنه "كان لديه نحو 50 عميلاً مزدوجاً تسللوا إلى البهائيين، وراقبوهم وضايقوهم عندما كان ذلك ممكناً".

### أعضاء سريون ومتعاطفون يشاع عنهم
منذ ثمانينيات القرن العشرين، كان الاتهام يتكرر بأن القوة الحقيقية في الجمهورية الإسلامية تكمن في أيدي أشخاص مرتبطين سراً بحجتية. وبحسب ما ذكره محمد سهيمي فإن بعض كبار المسؤولين داخل الحكومة أو شبكات الجمهورية الإسلامية الذين يزعم أنهم أعضاء سريون في جمعية الحجتية هم:
- علي أكبر برورش، وزير التعليم السابق، ونائب رئيس مجلس الشورى الإسلامي، وعضو حزب الائتلاف الإسلامي اليميني، والذي تورط في تفجير المركز اليهودي في الأرجنتين عام 1994؛[19]
- آية الله أبو القاسم الخزعلي، عضو سابق رجعي في مجلس صيانة الدستور؛[4]
- آية الله أحمد آذري قمي (1925-1999)، المدعي العام للبلاد في ثمانينيات القرن العشرين. ومن المعروف أنه شكك في نظام ولاية الفقيه.[4]

وتقول مصادر إيرانية إن آية الله مصباح يزدي هو أعلى عضو في هيئة الحجتية. وينفي ذلك، ويصرح بأنه إذا وجد أي شخص صلة بينه وبين الحجتية، فإنه سوف ينكر كل ما يمثله. وفي الدفاع عن نفيه، قيل إن مشاركة يزدي في حكومة الجمهورية الإسلامية تنتهك عقيدة الحجتية التي تنص على أن المشاركة السياسية يجب أن تنتظر وصول الإمام الثاني عشر.
ويُشاع أيضًا أن الرئيس الإيراني محمود أحمدي نجاد من عام 2005 إلى عام 2013 كان من دعاة الحجة من خلال تأثير آية الله يزدي، الذي كان مرشده. ذكرت صحيفة آسيا تايمز أن أحمد توسلي، رئيس أركان الخميني السابق، زعم في عام ٢٠٠٥ أن "السلطة التنفيذية للحكومة الإيرانية، بالإضافة إلى قوات الحرس الثوري، قد اختطفت من قبل هيئة الحجتية، والتي، كما ألمح، تسيطر الآن أيضًا على أحمدي نجاد". ووفقًا للتقرير، فإن هيئة الحجتية تُعرّض إيران للخطر من خلال العمل على تحقيق سيادة الشيعة. ويشير فيلدمان في مقال كتبه في صحيفة نيويورك تايمز عام 2006 إلى أن أعداء أحمدي نجاد نشروا هذه الشائعة. كما وردت أنباء تفيد بأن اسفنديار رحيم مشائي، الذي كان من المقرر أن يكون النائب الأول للرئيس أحمدي نجاد، ربما يكون عضواً في جمعية الحجتية، إلا أن مصدر هذه المعلومات غير واضح.
كان رجال الدين البارزون الذين دعموا الثورة من المتعاطفين مع المنظمة، بما في ذلك علي أكبر برورش، ومحمد رضا مهدوي كاني، وعلي أكبر ناطق نوري.
وفقًا لمقال نشره علي ألفونه ورويل مارك جيريشت، فإن مذكرات وزير الخارجية الإيراني محمد جواد ظريف تشير بقوة إلى نشأته العائلية مع الحجتية.

## البنية والخصائص

### تعليمات
وبحسب المعلومات التي تم جمعها من المقابلات التي أجريت بعد تعليق عمل الجمعية، فقد بدأت المجموعة في أوائل سبعينيات القرن العشرين بتنظيم نفسها لتعكس "التعقيد المتزايد وتقسيم العمل". شمل التدريب في المجموعة التعليم الأساسي ( pāya )، والتدريب المتوسط ( viža )، والتدريب العالي ( naqd-e iqān ). كانت دورات التدريب تعقد أسبوعيا في منازل خاصة في مختلف أنحاء إيران. تم توزيع المواد التعليمية على شكل مطبوع ومنسوخ. تم استرجاع هذه المواد "في غضون أسبوع حتى لا تترك أي نسخ منها مصدرًا للجمعية"، و"تم توجيه الطلاب بعدم مشاركة المواد أو مناقشتها مع الغرباء".
تمويل
كانت الأموال اللازمة "للأغراض اللوجستية" تأتي من العشور الدينية ( سهم الإمام ) والتي حصلت الجمعية مقابلها على "إعفاءات دينية من كبار آيات الله الشيعة". بخلاف ذلك لم تتلق الجمعية أي تمويل خارجي وكان جميع أعضائها متطوعين.

### فرق العمليات
كان الهدف الرسمي للحجّة هو "تدريب الكوادر من أجل الدفاع العلمي" عن الإسلام الشيعي في مواجهة التحدي اللاهوتي البهائي. وتلقى الأعضاء "تعليمات أساسية" حول تاريخ الشيعة والبهائيين وعلم اللاهوت، وبعد ذلك قد يتم تجنيدهم في "فرق عمليات متخصصة". وشملت هذه:
- فريق الإرشاد ( غوره إرشاد )، الذي كان مسؤولاً عن "مناظرة المبشرين البهائيين، وإقناع البهائيين بالعودة إلى الإسلام، وتحييد آثار النشاط التبشيري البهائي على المعرضين له".[22]
- فريق التدريس ( كوره تدريس ) مع
- فريق التأليف ( Goruh-e Negā-reš )

لقد عملوا بشكل مشترك لتوحيد المواد والمستويات التعليمية.
- قام فريق الخطابة ( غوروه سوکانراني ) بتنظيم تجمعات عامة أسبوعية في أماكن مختلفة تضم متحدثين حجتيين مدربين يناقشون اللاهوت الشيعي، وينتقدون مواقف البهائيين، ويجيبون على الأسئلة.
- "عملت الاستخبارات أو "فريق التحقيق" ( جوره تحقيق ) في ثلاثة أفواج متميزة، كـ "العمود الخامس" ضمن صفوف البهائيين". ويُزعم أنها اخترقت "التسلسل الهرمي البهائي" بشكل "كامل"، بما في ذلك صفوف "المبشرين البهائيين البارزين".[42]

كان "أبرز المتخصصين" في الحجتية معروفين باسم "الناشطين الجدليين ( المبارز )، والمتحدثين العامين (السوقانران)، والمدرسين (المدرسين)، وعملاء الاستخبارات (المحقق)". "قام معظم الأعضاء الكاملين في الحجة "بتنفيذ اثنين على الأقل من الواجبات المذكورة أعلاه أثناء الاجتماعات الأسبوعية".

### ثقافة
وعلى النقيض من المحافظين الأكثر تقليدية، عمل الحجتية على تقديم "صورة حديثة". كان الحجة يستخدمون المنابر والطاولات والكراسي بدلاً من الجلوس على السجاد. الأعضاء حليقو الذقن ويرتدون بدلات ذات مظهر حاد، مع كون الحلبي هو الوحيد الذي يرتدي عمامة. وفقًا لمايكل فيشر، تم ارتداء البدلات لتجنب إعطاء البهائيين تحذيرًا مسبقًا بأنهم يتعاملون مع التقليديين.
وبحسب حجتية، كانت حملتها فعالة للغاية لدرجة أن البهائيين تبنوا "موقفًا أكثر دفاعية وتحفظًا... وتجنبوا المناقشات المفتوحة والمواجهات".